# KIDDO
KIDDO is een pedagogisch vakblad uitgegeven door uitgeverij SWP. Tot halverwege 2021 werd het tijdschrift uitgegeven in samenwerking met VBJK (Gent) en Kind en Gezin (Brussel). Door het feit dat de Vlaamse en Nederlandse kinderopvang anders evolueert besloten zij echter om de samenwerking stop te zetten. Sindsdien richt KIDDO zich op de Nederlandse markt en geeft VBJK het tijdschrift Kindertijd uit voor de Vlaamse markt.
Het tijdschrift KIDDO zegt praktijkrelevante informatie op het gebied van groepsgericht opvoeden te bieden en wil daarbij aandacht voor het individuele kind en zijn omgeving hebben. KIDDO richt zich sinds 2021 enkel nog op Nederland. Het blad is bestemd voor beroepskrachten uit de kinderopvang (kinderdagverblijven, crèches), peuterspeelzalen en de buitenschoolse opvang, en gastouders/opvangouders.

## Inhoud
KIDDO-artikelen hebben een pedagogische en praktische invalshoek, waarin ook actuele ontwikkelingen in de kinderopvang in Nederland worden behandeld. KIDDO wil personeelsleden in de kinderopvang zoveel mogelijk informatie aanreiken waarmee zij hun werk goed kunnen uitvoeren en zich verder kunnen ontplooien. Daarom geeft KIDDO onder meer pedagogische ondersteuning en waarschuwingen voor valkuilen. De redactie werkt samen met een redactieraad met professionele vertegenwoordigers uit de kinderopvangbranche. KIDDO-auteurs zijn: Martine Delfos, Channah Zwiep, Ignace Schretlen, Annelies Karelse, Wendy Doeleman, Karin Eeckhout en Isabelle Desegher.

## Geschiedenis KIDDO
KIDDO is in zijn huidige vorm als pedagogisch tijdschrift voor de kinderopvang gelanceerd in maart 2000. Voorloper van KIDDO was het Vlaamse KIDO (Kinder Dag Opvang), dat driemaandelijks verscheen en 13 jaargangen heeft beleefd. KIDO was een uitgave van het VBJK met steun van Kind en Gezin. De eerste organisatie is wat betreft de kinderopvang te vergelijken met het NIZW (Nederlands Instituut voor Zorg en Welzijn) in Nederland, de tweede is de overheidsorganisatie in Vlaanderen op het terrein van opvoeding en gezinszaken. Deze organisatie werkt niet alleen adviserend, zoals in Nederland de Gezinsraad (NGR), maar ook uitvoerend en heeft inspectietaken.

## Abonnement
KIDDO verschijnt 8 keer per jaar en wordt in abonnementsvorm in Nederland verspreid. 

## Kiddo Leespluim
In 2012 heeft het vaktijdschrift Kiddo de toekenning van de Leespluim over genomen onder de naam Kiddo leespluim.